# Kruis van Verdienste voor Militaire Geneeskunde in 1870/71
Het Kruis van Verdienste voor Militaire Geneeskunde in 1870/71 (Duits: "Verdienstkreuz für die Jahre 1870/71"), is een onderscheiding van het Koninkrijk Beieren. De onderscheiding werd op 13 mei 1870 door koning Lodewijk II van Beieren ingesteld en werd verleend voor verdienstelijke ziekenzorg.
Beieren was met Pruisen en de andere Duitse staten tegen Frankrijk ten strijde getrokken in wat de Frans-Duitse Oorlog is gaan heten. Er waren zware verliezen aan beide zijden te betreuren en tal van vrijwilligers, ook uit Nederland waar koning Willem III een herinneringsmedaille instelde.
Het versiersel is een goudgerand zilveren kruis pattée aan een helblauw lint. In het centrale medaillon staat een rood kruis, een zogenaamd kruis van Genève, in een wit geëmailleerd vlak. Op de zwarte ring is geen tekst aangebracht.
Op de keerzijde is het gekroonde gouden koninklijk monogram in het zilveren medaillon geplaatst. Op de blauwe ring staan de jaartallen "1870" en "1871" in zilver.
Men droeg het kruis op de linkerborst of aan een strik op de linkerschouder. Er werden ook kruisen aan een over de schouder naar de linkerheup gedragen helblauw lint, een zogeheten grootlint, uitgereikt. dit zilveren "Verdienstkreuz 1870/71 für Fürstliche Inhaber und Inhaberinner" werd aan vorsten en vorstinnen verleend.